# Lesní cesta

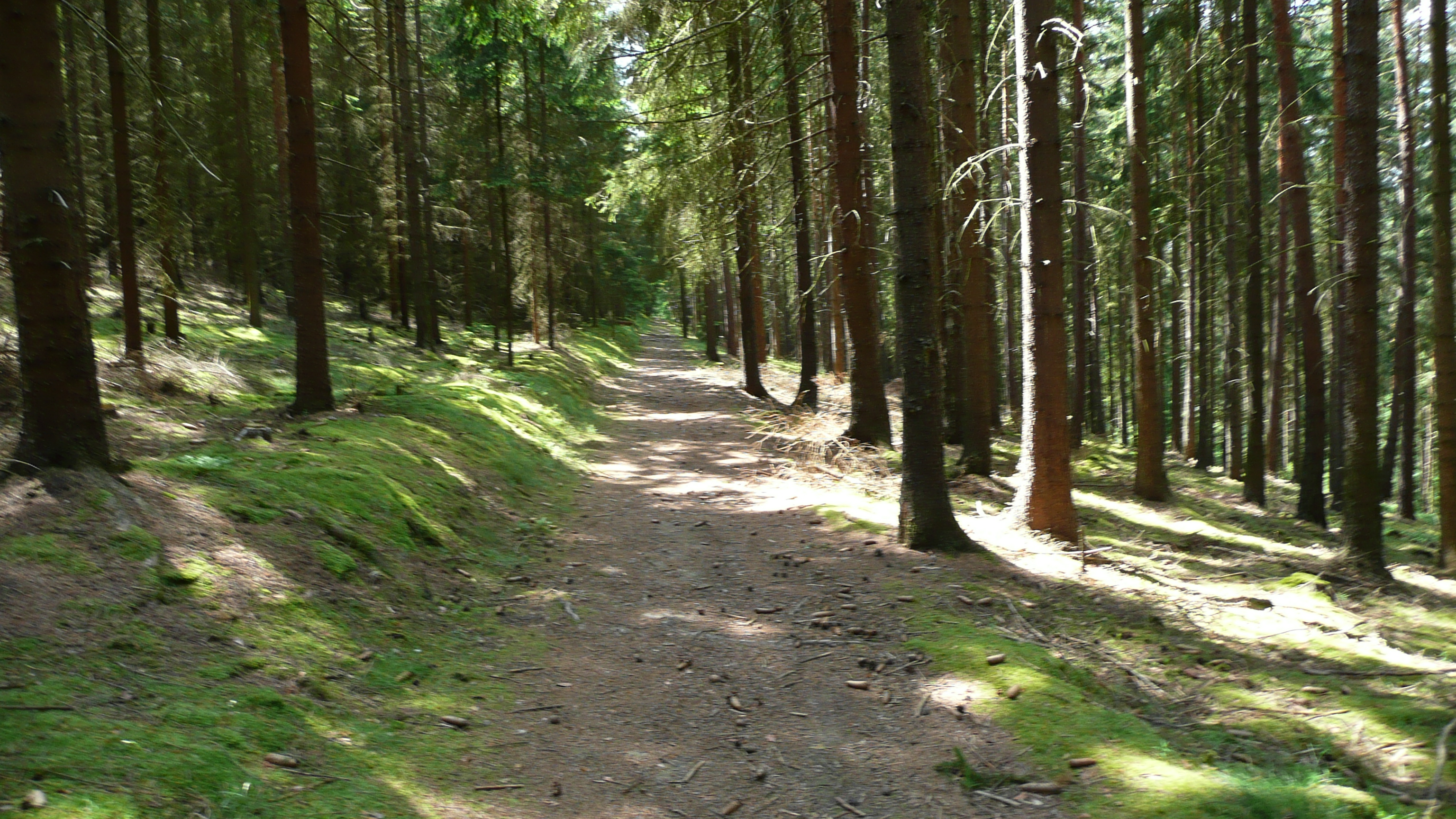
Lesní cesta u Kladrub

Lesní cesta je v českých pravidlech silničního provozu zmíněna jako druh účelové komunikace. Lesní cesta je termín vyhrazený pro komunikace sloužící primárně lesnímu hospodářství; turistickým a jiným veřejným účelům slouží kromě nich ještě lesní stezky a lesní pěšiny. Zatímco silnice procházející lesem se nepovažuje za součást lesa, na lesní cesty se zpravidla vztahuje lesní zákon. Některé lesní cesty patří přímo vlastníkovi lesa, některé patří jiným vlastníkům. V roce 2016 nová ČSN 73 6108 dosavadní lesní cesty 3. třídy přejmenovala na lesní svážnice a lesní cesty 4. třídy přejmenovala na technologické linky, čímž došlo k významnému zúžení pojmu lesní cesta.

## Historie

### Česko
Síť lesních cest v Česku byla rozvíjena zejména v 50. až 80. letech 20. století, poté probíhaly hlavně rekonstrukce.
V Česku je asi 160 tisíc km lesní dopravní sítě, z toho zhruba 47 tisíc km spadá do 1. a 2. třídy, 42 tisíc km do 3. třídy a 72 tisíc km do 4. třídy. V roce 2006 byla celková délka lesních cest kategorií 1L a 2L v Česku asi 46 tisíc km, z toho asi 12 tisíc km patřilo jiným vlastníkům než vlastníkovi lesa. Hustota cest 1L a 2L byla v průměru 18 m/ha, přičemž v rovinách je modelová hustota kolem 15 m/ha, v pahorkatinách 22,5 m/ha a v horách 27,5 m/ha. Největší hustota byla v Jihočeském kraji, a to 25 m/ha (z toho 19 m/ha patří vlastníkům lesa), nejmenší hustota ve Středočeském kraji, kde je kolem 14 m/ha, z toho asi 7 m/ha patří vlastníkům lesa.
Pří přípravě nové technické normy, která byla vydána roku 2016, byly prostudovány analogické zahraniční normy a proveden průzkum odvozních souprav. Podle odhadu bylo pro odvoz dříví z lesa užíváno v Česku asi 600 odvozních souprav, z toho podrobnější informace byly v rámci průzkumu zjištěny o 207 z nich. 53 % byly soupravy návěsové, 30 % přívěsové a 17 % polopřívěsové. Tahače převažovaly značky Scania (33 %) a MAN (24 %), mezi přípojnými vozidly výrazně dominovala značka Doll (43 %). Pro tvorbu prostorových požadavků normy byla zvolena souprava o délce 21 metrů.
Technické normy:
- ON 73 6108 Projektování lesních odvozních cest (1975)
- ČSN 73 6108 Lesní dopravní síť (1996)
- ČSN 73 6108 Lesní cestní síť (2016), hlavní zpracovatel CTN PRAGOPROJEKT, a.s. ve spolupráci s ČZU v Praze, ČVUT v Praze, VUT v Brně a dalšími.[1]

## Kategorizace
Lesní cesty jsou v Česku definovány a kategorizovány v ČSN 73 6108. ČSN 73 6108 Lesní dopravní síť (3/1996) rozdělovala lesní cesty do 4 skupin, tedy na lesní cesty 1. až 4. třídy (zkratky 1L až 4L), a samostatně zmiňovala lesní stezky a lesní pěšiny. ČSN 73 6108 Lesní cestní síť nazývá lesními cestami již jen lesní cesty 1. a 2. třídy, zatímco dosavadní lesní cesty 3. a 4. třídy uvádí jako dopravní trasy pro produkční funkce lesa, které nově již nespadají do zákonné definice pozemní komunikace, označení 3L a 4L jim však zůstalo.
Lesní cesta 1. třídy je odvozní cesta umožňující celoroční provoz směrodatným vozidlem, vybavená vozovkou umožňující zimní údržbu. Minimální šířka jízdního pruhu je 3 metry a minimální průjezdní šířka 4 metry. Maximální podélný sklon je 10 %, v krátkých úsecích v horách až 12 %, tyto podmínky se nevztahují na rekonstrukce stávajících cest. Podle nové ČSN z roku 2016 musí být vždy opatřeny vozovkou, úplným odvodněním koruny a tělesa a výhybnami. Doporučená šířka jízdního pruhu je 3,5 metru, minimální 3,0 metru, doporučená volná šířka cesty je 4,5 metru, minimální 4,0 metru.
Lesní cesta 2. třídy je odvozní cesta umožňující alespoň sezónní provoz směrodatným vozidlem. Povrch cesty se doporučuje vybavit zpevněním nebo jednoduchou vozovkou s prašným povrchem, není-li podloží samo o sobě dost pevné a dobře odvodněné. Minimální šířka jízdního pruhu podle normy z roku 1996 byla 2,5 metry (podle normy z roku 2016 již 3 metry) a minimální průjezdní šířka 3,5 metrů. Podélný sklon nemá překročit 12 %, bez zpevnění na nesoudržných zeminách 10 %, na soudržných zeminách 8 %.
Kategorie lesní cesty se uvádí ve tvaru „třída volná-šířka / návrhová-rychlost“, například „2L 4,5/30“. Norma z roku 1996 počátala s návrhovou rychlostí až 40 km/h, norma z roku 2016 nemá žádnou návrhovou kategorii s vyšší návrhovou rychlostí než 30 km/h, u nestmelených krytů a u cest o volné šířce jen 3,5 metru maximálně 20 km/h. Norma z roku 2016 nově zmiňuje i dvoupruhové lesní cesty.
Lesní svážnice (do roku 2016 lesní cesta 3. třídy) je přibližovací cesta sjízdná pro traktory a speciální přibližovací prostředky, v příznivých případech i pro terénní motorová vozidla. Minimální volná šířka cesty je 3 metry. Povrch může být provozně zpevněn, částečně zpevněn nebo nezpevněn. Svážnice by měly mít základní podélné i příčné odvodnění a nemusejí mít výhybny. Podélný sklon na zpevněných a odvodněných svážnicích nemá překročit 16 %, bez zpevnění na nesoudržných zeminách 10 %, na soudržných zeminách 8 %.
Technologická linka (do roku 2016 lesní cesta 4. třídy) může být přibližovací cesta nebo přibližovací linka pro stahování dřeva po spádnici s nezpevněným povrchem a neodstraněnou organickou vrstvou půdy, o šířce minimálně 2 metry (do roku 2016 minimálně 1,5 metru), bez dalšího vybavení. Někteří autoři však přibližovacím linkám již dříve povahu lesní cesty upírali, popřípadě se domnívali, že by bylo možné ověřit u vlastníka lesa, zda taková linka je či není lesní cestou.
Vzhledem k tomu, že lesní cesty 3. třídy se kvůli velkému podélnému sklonu a minimálnímu technickému vybavení často stávají sekundární vodní sítí a příčinou eroze, má ministerstvo zemědělství snahu postupně je nahrazovat optimalizovanými cestami 1. a 2. třídy. Lesní cesty 4. třídy do budoucna neměly být uváděny jako lesní cesty, měly je nahradit dočasné vyklizovací linky.
ČSN z roku 2016 nově uvádí lesní stezky jako samostatnou skupinu v rámci prvků lesní cestní sítě a výslovně zmiňuje, že se nepovažují za pozemní komunikace ve smyslu zákona. Lesní stezky se navrhují s parametry vyhovujícími lesnickému provozu, zatímco stezky pro rekreační využití jsou zmíněny jako „ostatní stezky v lese“. Povrch stezky může být zpevněn nebo nezpevněn, v trase stezky mohou být jednotlivé schody nebo schodiště. Minimální ani maximální hodnoty podélného ani příčného sklonu se nestanovují, výhybny se nenavrhují.
Podobná kategorizace lesních cest se používá i například ve Slovinsku, kde českým kategoriím 1L až 3L přibližně odpovídají kategorie G1 až G3 a české kategorii 4L odpovídá kategorie TPC.

## Stezky a pěšiny
Lesní stezky a pěšiny byly v technické normě z roku 1996 zmíněny, avšak nebyl vyjasněn jejich vztah k pojmu „lesní cesta“ ani zařazení cest se smíšenou funkcí. Ani zákon o pozemních komunikacích ani zákon o pravidlech provozu lesní cestu jednoznačně nedefinují, technická norma předpokládá i předpokládala u lesní cesty význam pro hospodářskou správu lesa. Technická norma však není obecně právně závazná. Stavby pro účely lesního hospodářství řeší vyhláška Ministerstva zemědělství č. 433/2001 Sb., ve které je za lesní cestu považována účelová komunikace, která je součástí lesní dopravní sítě, určená k odvozu dříví, dopravě osob a materiálu pouze v zájmu vlastníka lesa a pro průjezd speciálních vozidel. Umožňuje bezpečný celoroční nebo sezónní provoz.
Všechny lesní cesty, stezky i pěšiny mimo zastavěné území však podléhají podle Zákona o ochraně přírody a krajiny povinné evidenci u obecních úřadů a nesmějí být rušeny ani zřizovány bez souhlasu pověřeného obecního úřadu. Vzhledem k tomu, že pouhé vyšlapání pěšiny bez cílené stavební činnosti pravděpodobně nespadá pod pojem „zřízení“ a samovolný zánik cesty nespadá pod pojem „rušení“, mohou tak pěšiny fakticky snadno vznikat i zanikat bez souhlasu a vědomí úřadů.
Lesní stezka se navrhuje v parametrech podle účelu (cyklistická, jezdecká atd.) Lesní pěšina se zřizuje tak, aby podchytávala turisticky zajímavá místa (kardinální body). Povrch chodníků je výhradně přírodní (přirozené podloží, kámen, dřevo).

## Parametry, součástí a příslušenství lesních cest
Norma z roku 1996 uváděla volbu druhu směrového oblouku (kruhový, kruhový s přechodnicí, přechodnicový, složený) s ohledem na terén a
estetiku, norma z roku 2016 preferuje prosté kruhové oblouky. Pro návrhovou rychlost 30 km/h je minimální poloměr oblouku 25 metrů, pro návrhovou rychlost 20 nebo 15 km/h 15 metrů. V normě z roku 1996 byl minimální poloměr oblouku pro návrhové rychlosti 20 nebo 15 km/h stanoven shodně, pro návrhovou rychlost 30 km/h byl odstupňován podle dostředného sklonu (klopení zatáčky) na 25 až 28 metrů (čím více klopená zatáčka, tím menší poloměr), pro návrhovou rychlost 40 km/h obdobně odstupňován od 45 do 50 metrů. Norma rovněž stanoví rozšíření cesty v oblouku podle vlečných křivek, v případě oblouku o poloměru 15 metrů je nutné rozšíření třímetrového jízdního pruhu o 4,7 metru, při poloměru oblouku nad 50 metrů je rozšíření menší než metr. Rozšíření před obloukem nabíhá v poměru 1:10. Směrové oblouky je možno navrhovat bez klopení.
Parametry výškových oblouků norma z roku 1996 vůbec neřešila, norma z roku 2016 stanoví maximální poloměr výškového oblouku v závislosti na návrhové rychlosti: 200 metrů pro rychlost 30 km/h, 80 metrů pro rychlost 20 km/h a 50 metrů pro rychlost 15 km/h.
Norma z roku 1996 neřešila parametry výhyben. Norma z roku 2016 stanoví minimální délku 25 metrů, doporučenou šířku 6,5 metrů, minimální šířku 6,0 metrů.
Zaústění do veřejné pozemní komunikace norma z roku 1996 řešila pouze obecným odkazem na ČSN 73 6101 a ČSN 73 6110. Norma z roku 2016 vyžaduje v místě sjezdu stmelenou vozovku a rozšíření cesty na 6,5 metrů v délce 25 metrů s náběhem dalších 10 metrů.
Součástí lesní cestní sítě jsou dle ČSN 73 6108 i lesní sklady, výhybny, obratiště, body záchrany, heliporty apod., pro heliport je vyžadována plocha 51 x 51 metru.
Lesní sklad je součástí lesní cestní (dopravní) sítě, lesní skládka nikoliv. Lesní sklad je trvalá plocha pro úpravu, skladování a nakládání dříví, případně dalších materiálů pro lesnický provoz (např. techniku a stavební materiály). Může případně sloužit též jako heliport, bod záchrany atd. Lesní skládka je určena pouze pro dočasné skladování dříví.
Svodnice vody (svodný žlábek) je otevřené odvodňovací zařízení, které se umisťuje v koruně lesní cesty nebo svážnice šikmo k její ose. Může jít o výrobek nebo o stavební konstrukci.
Přejezdný rigol je příčný stavební objekt v koruně cesty nebo svážnice, nejčastěji ve formě zpevnění z lomového kamene, sloužící k příčnému převedení občasné vodoteče přes korunu cesty.
Otevřený žlab s průběžnou mříží je odvodňovací zařízení s otevřenou horní částí tvaru U, krytou vtokovou mříží. Používá se jak pro příčné, tak pro podélné odvodnění. Nejčastěji se používá v místech vyústění lesní cesty.
Vsakovací příkop a vsakovací jáma jsou zařízení určená primárně k odvedení povrchových vod do hlubších vrstev.

## Užívání lesních cest

### Česko

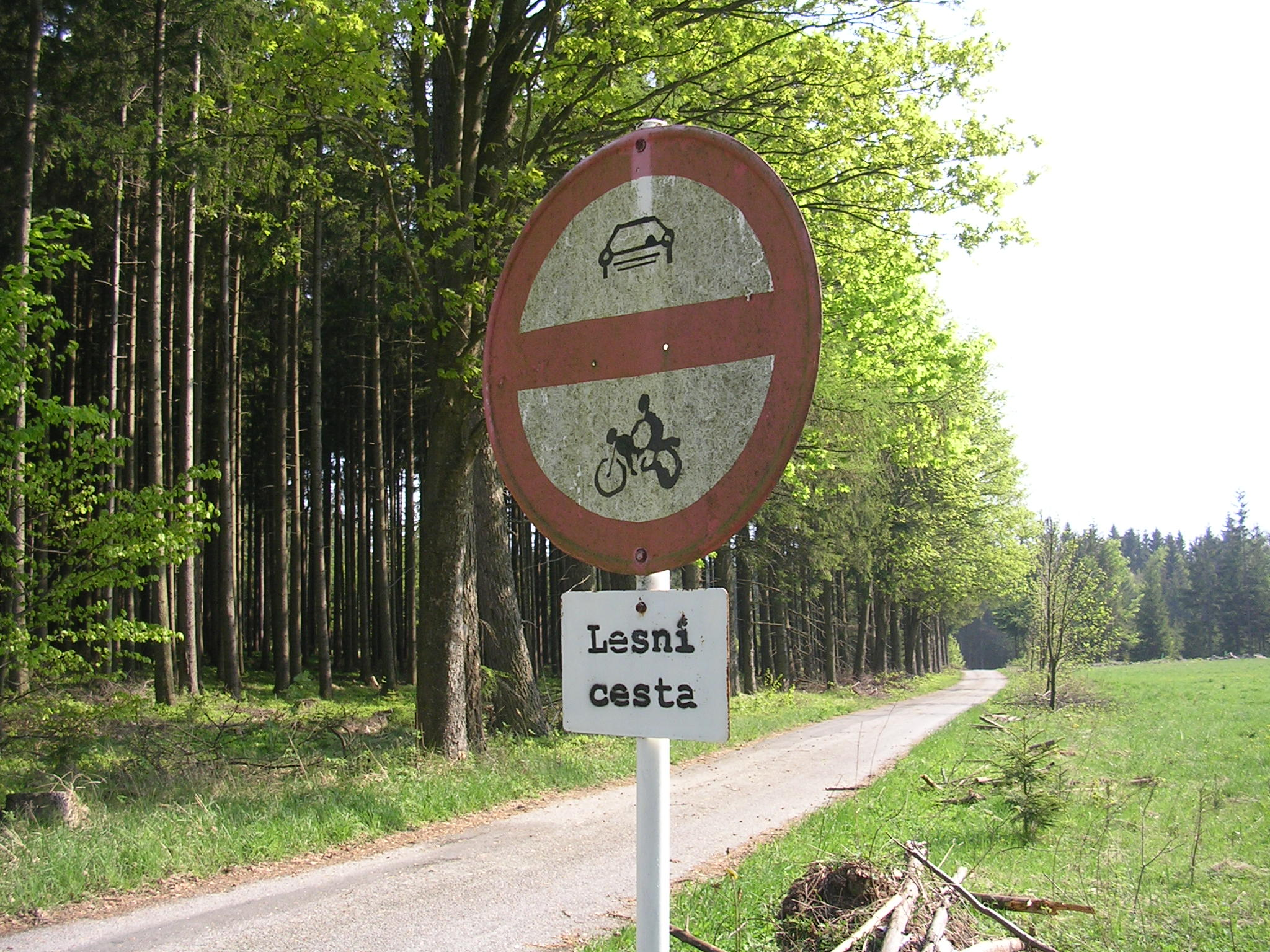
Zpevněná lesní cesta na území Matějovce v jižních Čechách

Lesní cesty jakožto účelové komunikace obecně spadají do práva bezplatného obecného užívání obvyklým způsobem a k obvyklým účelům podle § 19 odst. 1 Zákona č. 13/1997 Sb, pokud zákon nestanoví pro speciální případ jinak. Na návrh vlastníka a k ochraně jeho oprávněných zájmů může silniční správní úřad veřejný přístup upravit nebo omezit. Právo vstupu do lesa je zaručeno i § 19 lesního zákona a § 63 zákona o ochraně přírody a krajiny (institut veřejné přístupnosti krajiny), přičemž tyto zákony vymezují možnosti omezení tohoto práva (např. vojenské lesy, chráněná území, školky, obory, bažantnice nebo dočasný zákaz vstupu do lesa vyhlášený obcí s rozšířenou působností).
Pokud jsou lesní cesty chápány jako součást lesa, vztahuje se ně obecný zákaz vjíždět do lesa motorovými vozidly podle lesního zákona. Tento zákaz se nevztahuje na vlastníka a nájemce lesa a vlastník lesa je oprávněn ze zákazu udělovat výjimky. Rozsudek Nejvyššího soudu České republiky sp. zn. 33 Odo 449/2005 ze dne 22. 2. 2006 však konstatoval, že lesní zákon neomezuje provoz na pozemních komunikacích, kterými jsou mimo jiné i lesní cesty; argumentace přímým odkazem na ustanovení § 20 odst. 1 písm. g) lesního zákona však rozsudku není vůbec zmíněna, což zpochybňuje obecnou platnost tohoto právního názoru. Vlastník lesa však je oprávněn podle § 77 odst. 2 zákona č. 361/2000 Sb. stanovit se souhlasem příslušného obecního úřadu obce s rozšířenou působností a po předchozím písemném stanovisku příslušného orgánu policie místní úpravu provozu (omezení vjezdu) dopravním značením; podobným způsobem může správní orgán rozhodnout o omezení veřejné přístupnosti účelové komunikace. Sporné rovněž může být, zda je právo cesty k pozemku či nemovitosti (například soukromé chatě) ve smyslu občanského zákoníku nadřazeno zákazu vjezdu vyplývajícímu ze zákona či z dopravního značení. K právní jistotě je nutné získat písemný souhlas vlastníka lesa. Problematická je rovněž právní úprava cest vedoucích po okraji lesa nebo na odlesněných lesních pozemcích, neexistence značení odlišujícího účelové komunikace od místních komunikací či od silnic III. třídy atd.
Oficiálně neplatí pro lesní cesty žádné speciální omezení rychlosti: pro motorová vozidla tedy platí obecné omezení rychlosti na 90 km/h a pro nemotorová vozidla není rychlost konkrétní hodnotou omezena. Podle ČSN 73 6108 je pro návrhové vozidlo (Tatra 815 + polopřívěs) na nejkvalitnějších lesních cestách (šířka koruny vozovky cca 5 m) maximální návrhová rychlost 30 km/hod. Fakticky se tedy na rychlost vztahuje především obecná povinnost přizpůsobit rychlost jízdy schopnostem řidiče, vlastnostem vozidla a nákladu, stavu pozemní komunikace a dalším okolnostem.
Vzhledem k tomu, že pojem „lesní cesta“ se v ČSN 73 6108 používá střídavě ve dvou významech, tedy někdy tak, že zahrnuje i lesní stezky a lesní pěšiny, jindy tak, že zahrnuje jen lesní cesty 1. až 4. kategorie (tedy cesty určené primárně k lesnímu hospodářství), vzniká právní nejasnost ohledně těch ustanovení § 20 lesního zákona, podle nichž je v lese zakázáno jezdit na kole, saních, lyžích a koních mimo lesní cesty nebo značené cesty: není jednoznačné, zda se tento zákaz vztahuje i na neznačené stezky a pěšiny. Vyhláška č. 433/2001 Sb. (zrušena k 1.1.2018), kterou se stanoví technické požadavky pro stavby pro plnění funkcí lesa, však lesní cestu definuje jako „účelovou komunikaci, která je součástí lesní dopravní sítě, určená k odvozu dříví, dopravě osob a materiálu pouze v zájmu vlastníka lesa a pro průjezd speciálních vozidel.“

### Slovensko
Na Slovensku byl s účinností od 1. července 2007 novelou zákona o lesích (326/2005 Zb.) v § 31 rovněž zakázán provoz cyklistů a jezdců na koni v lese mimo lesní cesty nebo vyznačené trasy, avšak vzhledem k tomu, že lesní cesta (v doslovném překladu „lesní silnice“) je v příslušné STN 73 6108 „Lesná dopravná sieť“ definována minimální šířkou 4 metry, fakticky je tak zakázán provoz cyklistů na neznačených stezkách (slovensky „cestičky“) a pěšinách (slovensky „chodníky“).